# Vitögd mås
Vitögd mås (Ichthyaetus leucophthalmus) är en mås endemisk för kustområdena kring Röda havet. Den är närbesläktad med sotmåsen som lever i samma område. 

## Utseende

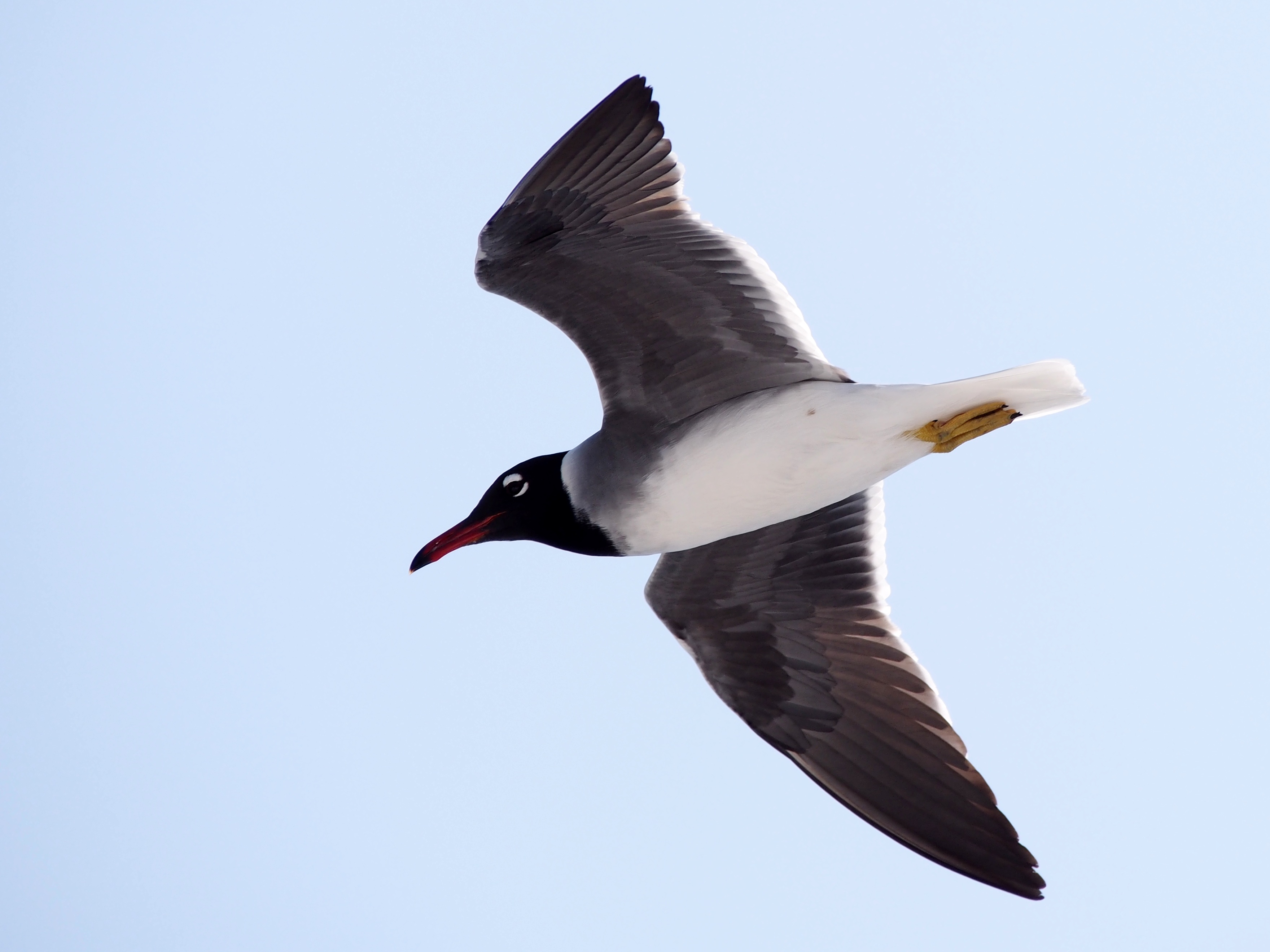

I alla åldrar utmärker sig den vitögda måsen genom sin långa smala näbb, svart hos ungfåglar men djupt röd med svart spets hos de vuxna. Karakteristiskt är också de vita halvmånarna ovan och under ögat som gett fågeln sitt namn. Benen är gula.
I häckningsdräkt har adulta vitögd mås svart huva som sträcker sig ner till bröstets överdel och kantad av vitt på halssidorna. Bröstet är grått medan resten av undersidan är vit. Ovansidan är mörkgrå och vingpennorna svarta med en vit kand. Undersidan av vingen är mörk och stjärten vit. Utanför häckningstid är den svarta huvan vitfläckad. 
Ungfåglarna ser väldigt annorlunda ut med chokladbrunt på huvud, nacke och bröst och ljuskantade bruna fjädrar på ovansidan samt svart stjärt. 

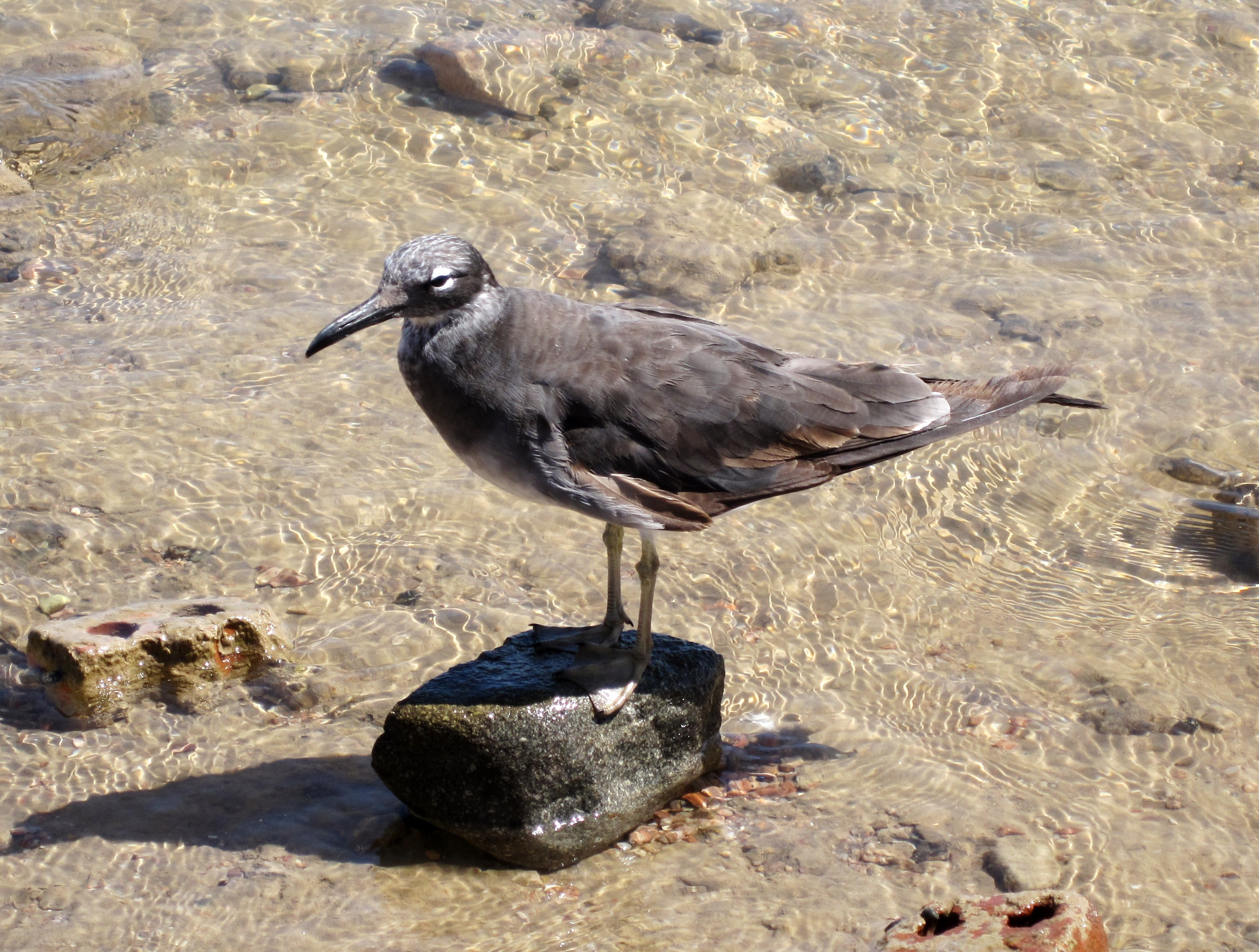
Ung (2K) vitögd mås tidigt på våren, cirka ett år gammal.

Lätena liknar sotmåsens, men är mörkare och mindre sträva.

## Utbredning och levnadssätt

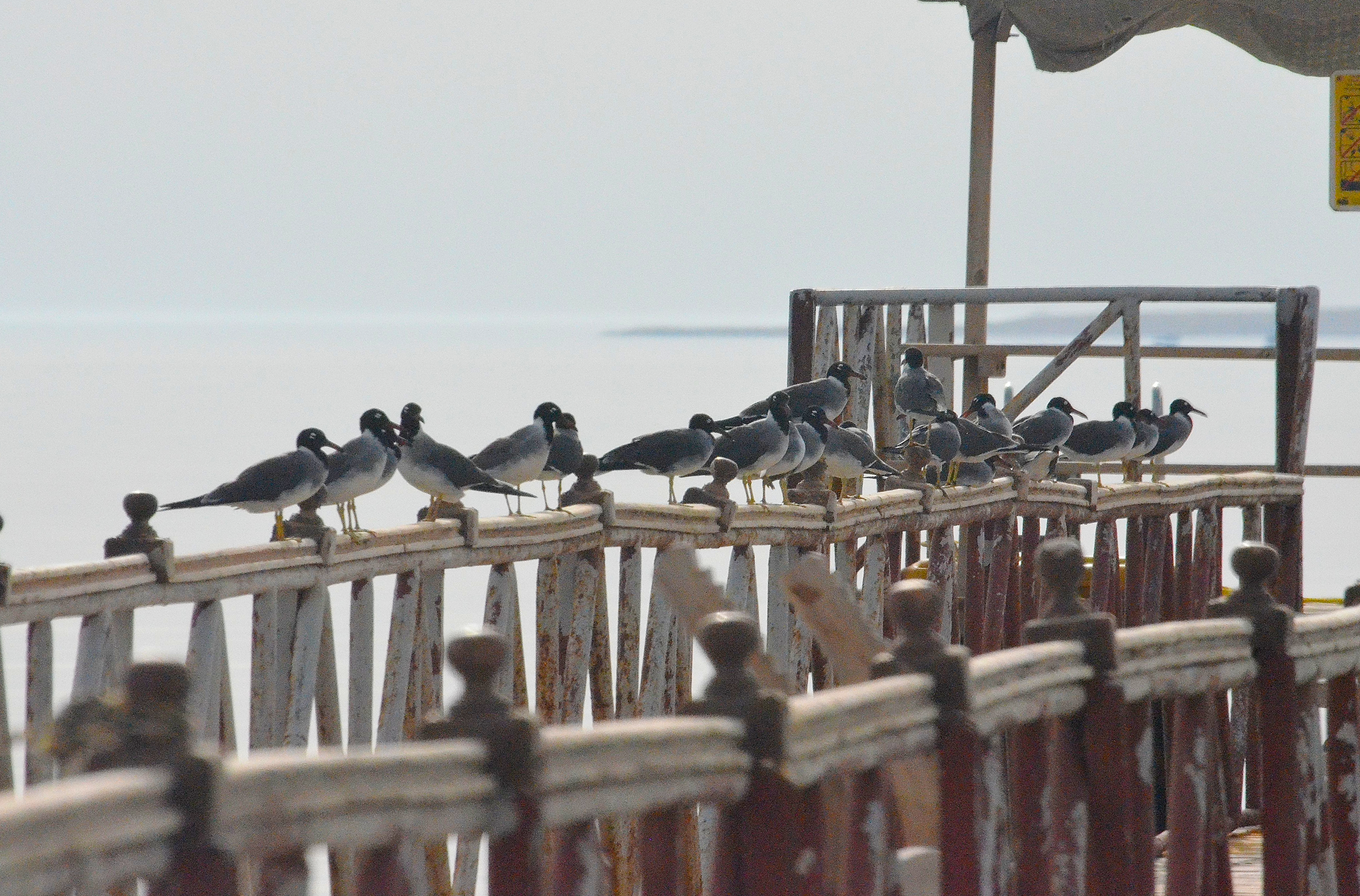

Vitögd mås är begränsad till Röda havet och Adenviken där den häckar mellan juni och augusti i små kolonier på kustnära öar och skär. Utanför häckningstid sprider den sig till hela området. Ofta ses den i små grupper men ibland ses hundratals och till och med tusentals tillsammans. Den födosöker mestadels till havs, men i Egypten har vitögd mås allt oftare setts leta mat i hamnar och på soptippar.

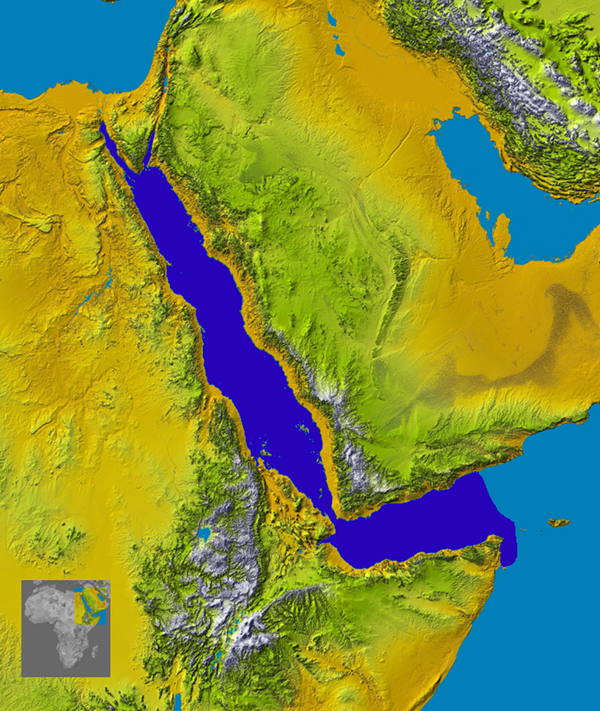
Utbredningsområde i mörkblått

### Släktestillhörighet
Länge placerades merparten av måsarna och trutarna i släktet Larus. Genetiska studier visar dock att arterna i Larus inte är varandras närmaste släktingar. Pons m.fl. (2005) föreslog att Larus bryts upp i ett antal mindre släkten, varvid vitögd mås placerades i Ichthyaetus. Amerikanska  American Ornithologists' Union (AOU) följde rekommendationerna i juli 2007. Brittiska British Ornithologists’s Union (BOU) liksom Sveriges ornitologiska förenings taxonomikommitté (SOF) valde dock initialt att behålla arterna urskilda i Ichthyaetus i Larus eftersom studier inte visar på några osteologiska skillnader släktena emellan. Efter att även de världsledande auktoriteterna Clements m.fl. och International Ornithological Congress IOC erkände Ichthyaetus följde även SOF (då under namnet BirdLife Sverige) efter 2017. BirdLife International inkluderar dock fortfarande Ichthyaetus i Larus.

## Status och hot
Idag utgör vitögd mås en av världens minsta måspopulationer med cirka 55 000 individer. Största hoten är störningar från människan på häckningsområdena och oljeutsläpp. Populationstrenden verkar dock vara stabil. Fram till 2018 kategoriserade internationella naturvårdsunionen arten som nära hotad, men numera ses populationen som livskraftig.

## Namn
Arten har på svenska även kallats rödahavssotmås.